# Luís Cernuda

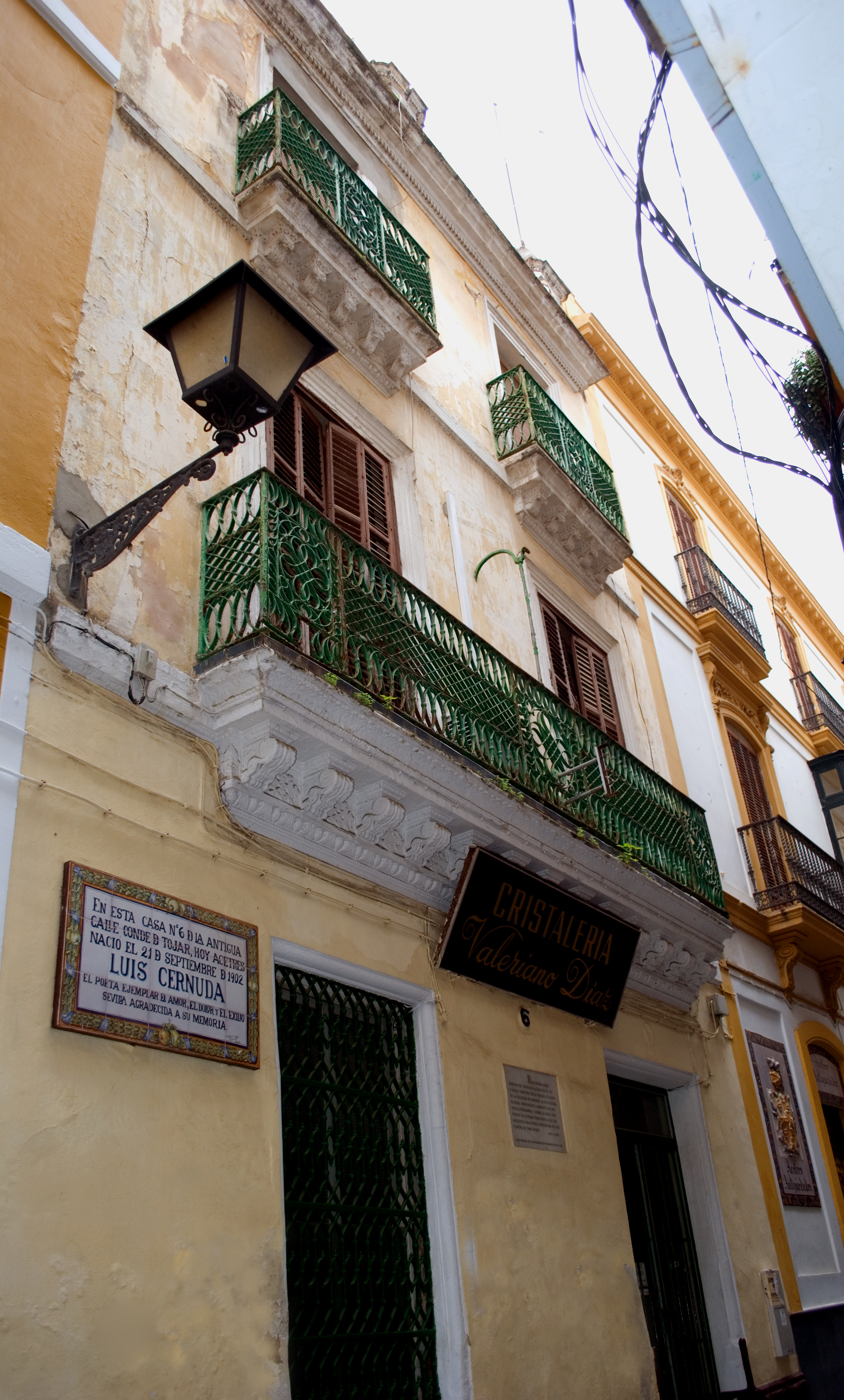
Luis Cernudas födelsehem i Sevilla

Luis Cernuda, född 21 september 1902 i Sevilla, Spanien, död 5 november 1963 i Mexiko, var en spansk poet och kritiker, som tillhörde Generación de 27.
Cernuda var influerad av både klassisk litteratur och nya avantgardistiska strömningar som surrealism. Hans centrala verk är La realidad y el deseo ("Verklighet och åtrå") som han arbetade på och utökade under hela sitt liv. Kärlek, åtrå, historia och sexualitet är återkommande teman i hans diktning.
Under spanska inbördeskriget flydde han till England, och vidare till Frankrike, Skottland, Massachusetts, Mexiko och Kalifornien. Han återvände aldrig till Spanien.
I svensk översättning återfinns dikter av Cernuda i antologier: Du i mitt hjärta (tolkning Arne Häggqvist, FIB:s lyrikklubb, 1959), Själen tjuter (tolkning Lasse Söderberg, Wahlström & Widstrand, 1959) och Generation 27! (tolkning Anders Cullhed, FIB:s lyrikklubb, 1996).